# Corbitellinae
Corbitellinae is een onderfamilie van sponsdieren uit de klasse van de Hexactinellida. 

## Geslachten
- Atlantisella Tabachnick, 2002
- Corbitella Gray, 1867
- Dictyaulus Schulze, 1896
- Dictyocalyx Schulze, 1886
- Hertwigia Schmidt, 1880
- Heterotella Gray, 1867
- Ijimaiella Tabachnick, 2002
- Pseudoplectella Tabachnick, 1990
- Regadrella Schmidt, 1880
- Rhabdopectella Schmidt, 1880
- Walteria Schulze, 1886